# Grand col Ferret
Le Grand col Ferret ou col Ferret est un col alpin reliant le val Ferret italien au val Ferret suisse, de Courmayeur (Vallée d'Aoste) à Orsières (canton du Valais). Il se situe juste au sud de la tête de Ferret qui le sépare du Petit col Ferret au pied de la pointe Allobrogia. Bien que non routier, le Grand col Ferret constitue un important point de passage car il est situé sur le tracé des sentiers de grande randonnée Tour du Mont-Blanc et Tour du Saint-Bernard ainsi que de l'Ultra-Trail du Mont-Blanc.

## Géographie
Le Grand col Ferret s'élève à 2 536 ou 2 537 mètres d'altitude, dans les Alpes pennines, au pied du massif du Mont-Blanc et notamment du mont Dolent et de l'aiguille de Triolet au nord-ouest ainsi que de l'aiguille des Angroniettes et du Grand Golliat au sud-est,. Le Petit col Ferret qui s'élève à 2 486 ou 2 510 mètres d'altitude, — soit quelques petites dizaines de mètres de moins que le Grand col — se trouve à 1,3 kilomètre à vol d'oiseau au nord-nord-ouest, de l'autre côté de la tête de Ferret qui culmine à 2 713 ou 2 714 mètres d'altitude, — soit environ 200 mètres au-dessus des deux cols. Le Petit et le Grand col Ferret peuvent être rejoints à pied en passant sous la tête de Ferret, à l'adret, sur le versant italien,.
Ces deux cols constituent le fond des deux vals Ferret italien au sud-ouest et suisse au nord-nord-est,. Immédiatement sous l'adret du Grand col Ferret s'étend une pente ravinée qui domine l'alpage de Pré de Bar où se trouve le refuge Elena, à la confluence du court torrent de la Combette descendant de l'aiguille des Angroniettes et de la Doire de Ferret qui vient de prendre sa source au glacier de Pré de Bar,. Côté suisse, sur l'ubac du Grand col, le torrent de la Peule s'écoule dans un vallon avant de confluer en aval de l'alpage de la Peule avec la Drance de Ferret qui prend sa source dans un autre vallon non loin au sud,.
Le sentier qui transite par le Grand col Ferret fait partie des sentiers de grande randonnée Tour du Mont-Blanc — dont il constitue le point le plus élevé en altitude hors variantes officielles — et Tour du Saint-Bernard. De plus, le Grand col Ferret est fréquemment au programme de l'Ultra-Trail du Mont-Blanc qui se déroule chaque année à la fin du mois d'août, gravi sur son versant italien et descendu sur son côté suisse.

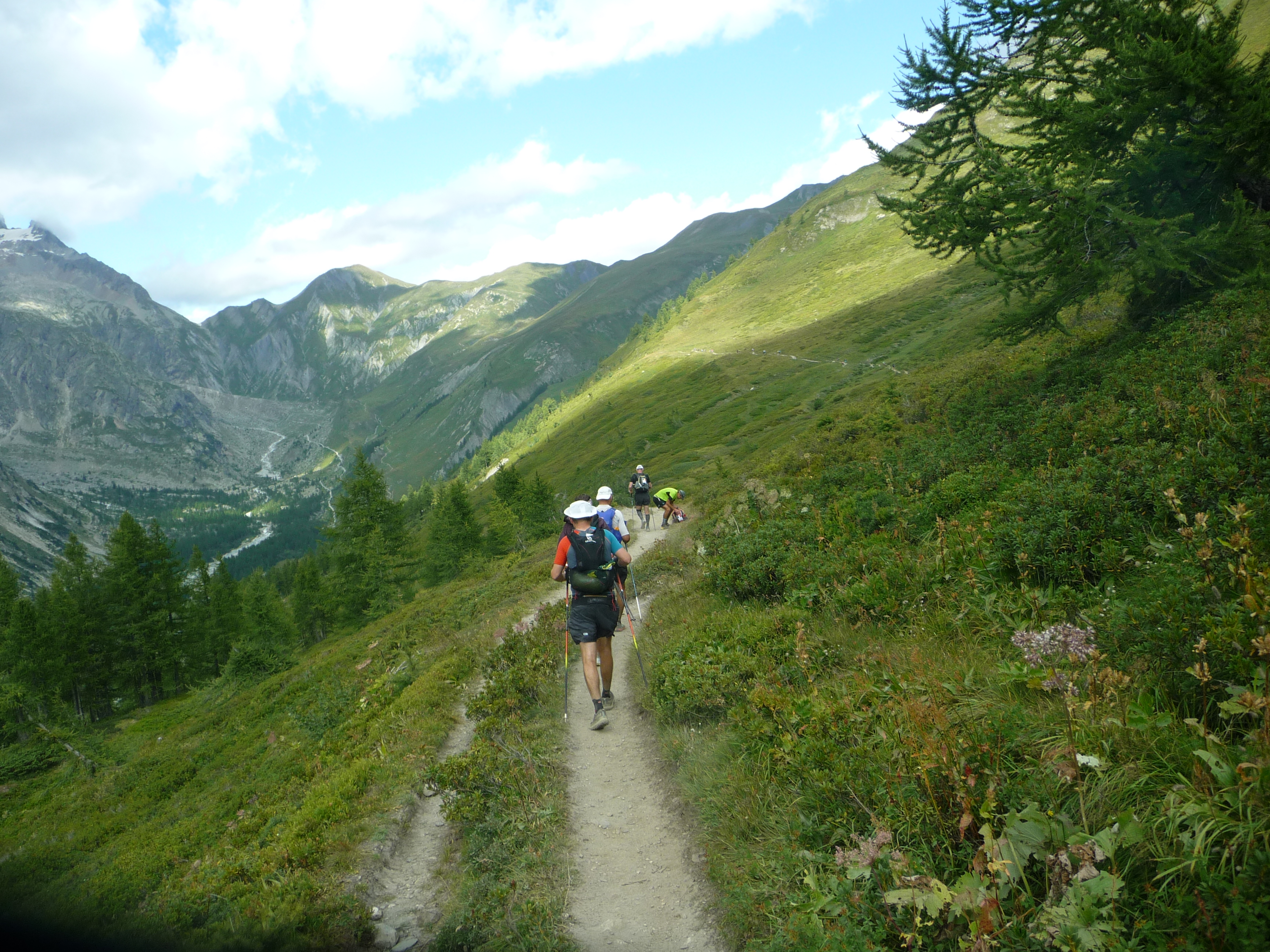
Vue du Petit (à gauche) et du Grand col Ferret (à droite) séparés par la tête de Ferret au fond du val Ferret italien lors de l'édition 2021 de l'UTMB.
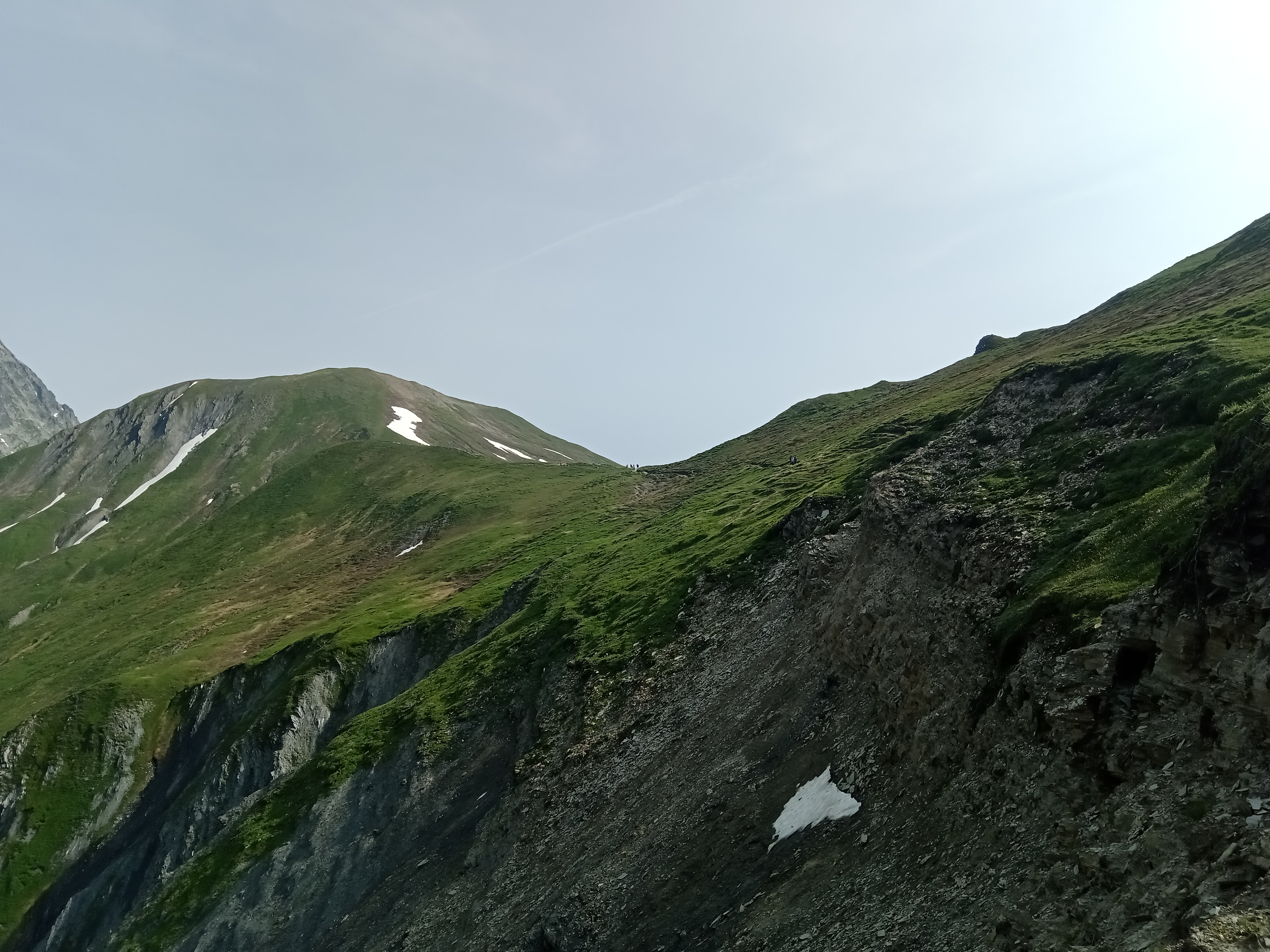
Le col depuis son adret en Italie.
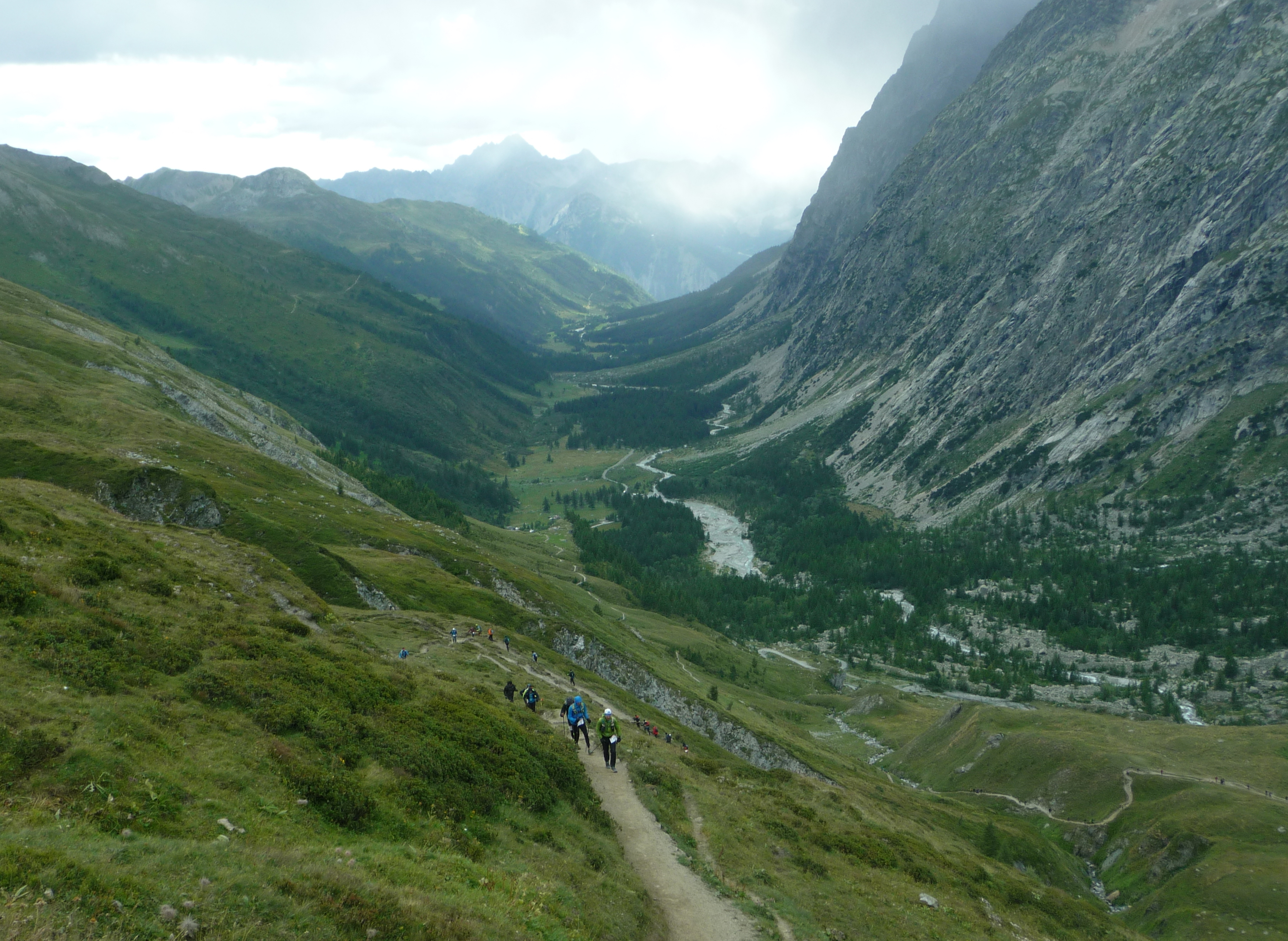
Le val Ferret italien depuis le col lors de l'édition 2021 de l'UTMB.
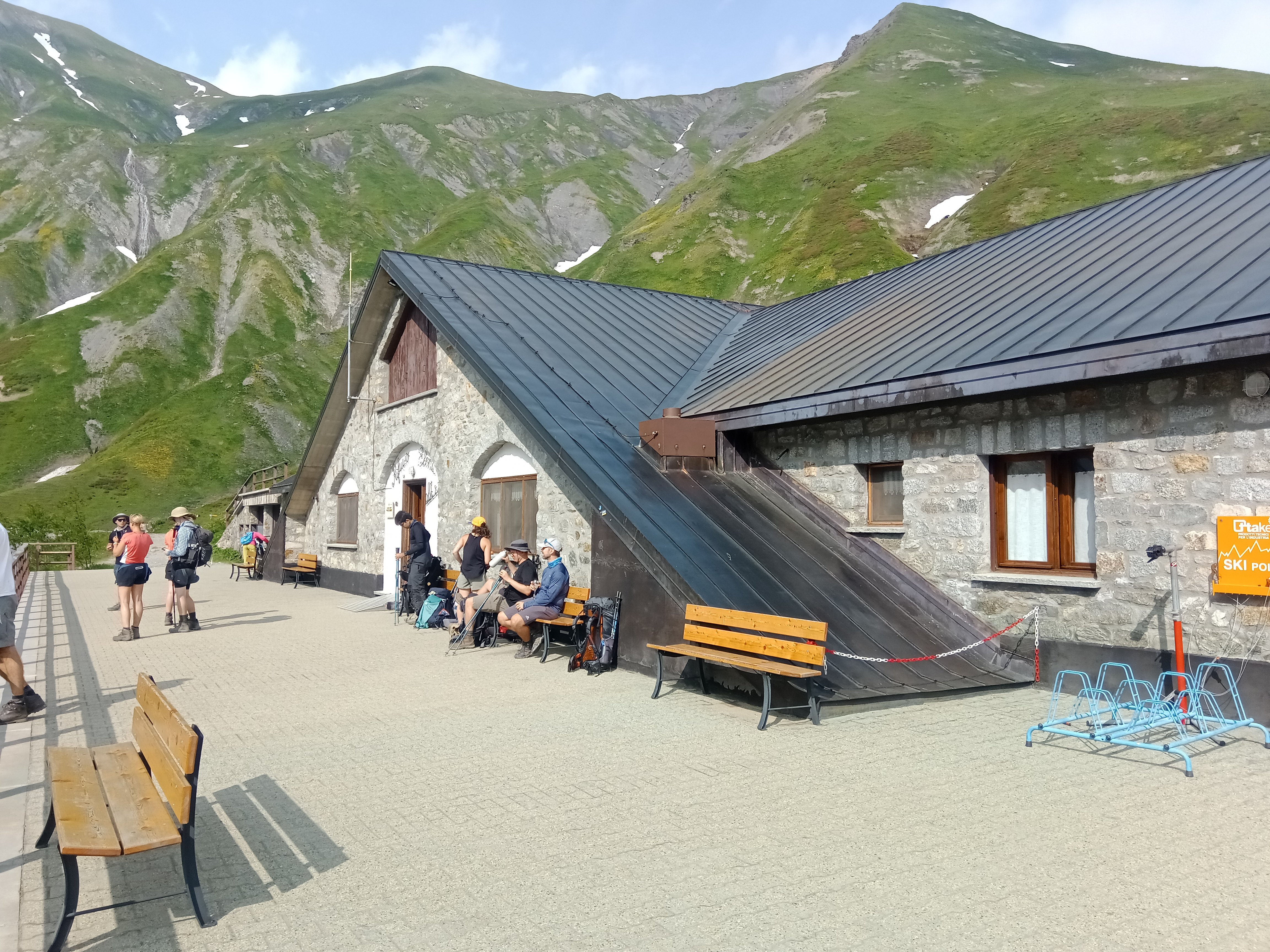
Le col vu depuis le refuge Elena dans le val Ferret italien au sud-ouest.
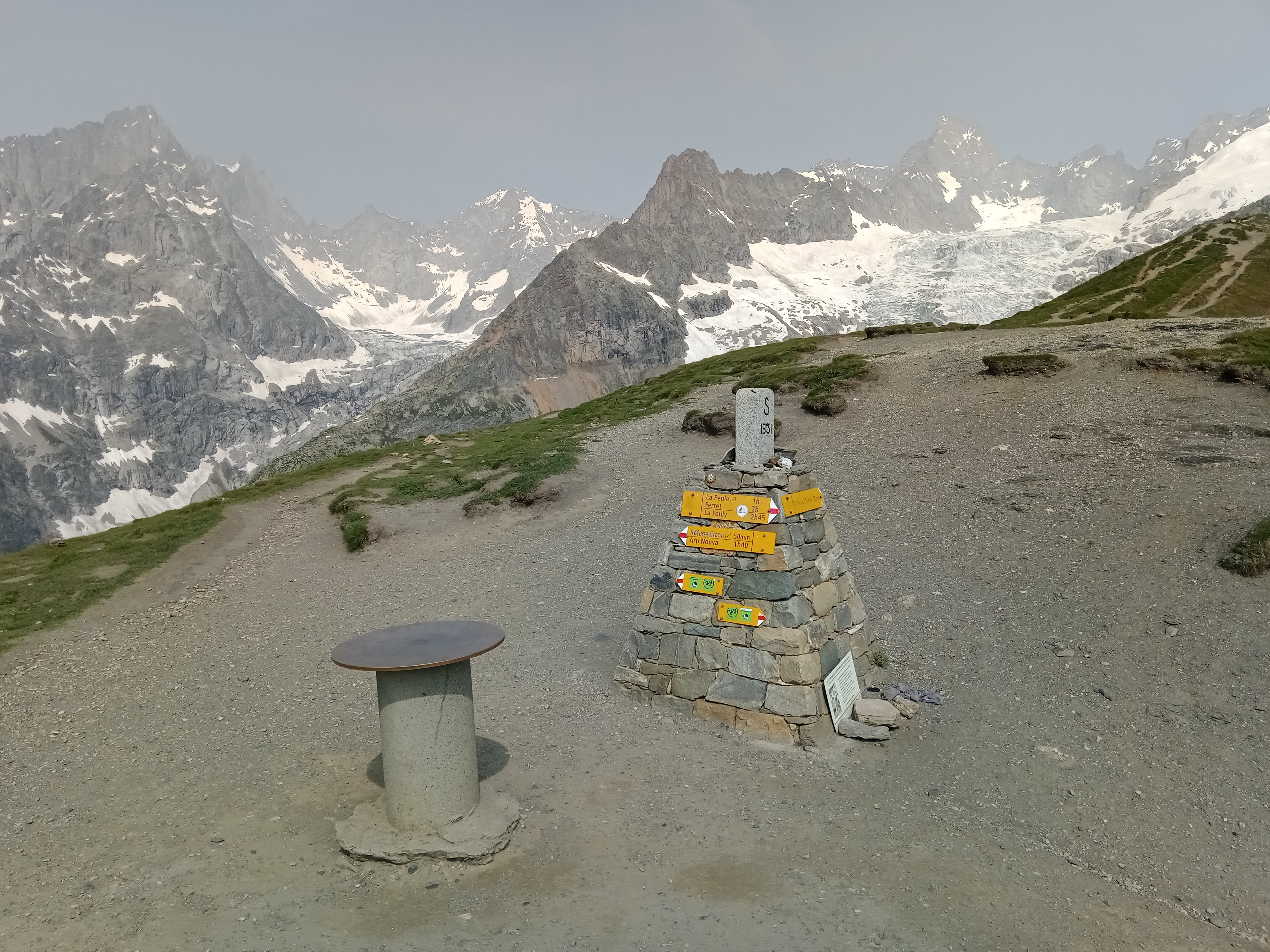
La borne frontière au col.